# پیشگوی بزرگ
پیشگوی بزرگ (انگلیسی: The Great Seer؛ کره‌ای: 대풍수) یک مجموعه تلویزیونی محصول کره جنوبی سال ۲۰۱۲ با بازی جی سونگ، جی جین هی، سونگ چانگ یی، کیم سو یون و لی یون جی است. این مجموعه در دوران پرتلاطم زوال گوریو واقع شده‌است و داستان آن حول محور فالگیران و قدرتی که بر سرنوشت کشور دارند، می‌چرخد. این مجموعه از ۱۰ اکتبر ۲۰۱۲ تا ۷ فوریه ۲۰۱۳، روزهای چهارشنبه و پنجشنبه ساعت ۲۱:۵۵ (کی‌اس‌تی) از اس‌بی‌اس برای ۳۵ قسمت پخش شد.

## بازیگران
- جی سونگ در نقش موک جی سانگ[۱]
  - لی دیوید در نقش جوانی جی سانگ
- جی جین هی در نقش یی سونگ گه[۱]
- کیم سو یون در نقش هه این
  - سون نا اون جوانی هه این
- سونگ چانگ یی در نقش لی جونگ گون
  - نو یونگ هاک در نقش جوانی جونگ گون
- لی یون جی در نقش بان یا
  - پارک مین جی در نقش جوانی بان یا
- جو مین کی در نقش لی این ایم
- لی سونگ یون در نقش یونگ جی
  - لی جین در نقش جوانی یونگ جی